# ورزشگاه آجی ایمبوت
ورزشگاه آجی ایمبوت (به لاتین: Aji Imbut Stadium) یک ورزشگاه در اندونزی است که در Tenggarong واقع شده‌است.